# Oneika McAnnuff
Oneika McAnnuff (3 de septiembre de 2003) es una deportista de Jamaica que compite en atletismo. Ganó una medalla de plata en el Campeonato Mundial de Atletismo Sub-20 de 2022, en la prueba de 4 × 400 m.

## Palmarés internacional
| Campeonato Mundial Sub-20 | Campeonato Mundial Sub-20 | Campeonato Mundial Sub-20 | Campeonato Mundial Sub-20 |
| Año                       | Lugar                     | Medalla                   | Prueba                    |
| ------------------------- | ------------------------- | ------------------------- | ------------------------- |
| 2022                      | Cali (Colombia)           | Medalla de plata          | 4 × 400 m                 |